# Àgii Theódori (illot)
Àgii Theódori (grec Άγιοι Θεόδωροι) o Theodorú és una petita illa grega situada prop d'un quilòmetre de la costa nord-oest de Creta, al davant de la platja de Platanias, a uns vuit quilòmetres a l'oest de la ciutat de Khanià. L'illa amb prou feines té un quilòmetre quadrat de superfície. L'elevació més alta de la rocosa illa és de 165 metres. Està deshabitada i és una reserva de la cabra salvatge de Creta o kri-kri.